# Никомах (баща на Аристотел)
Вижте пояснителната страница за други личности с името Никомах.
Никомах (на гръцки: Νικόμαχος), живял около 375 г. пр. Хр. e баща на Аристотел.
Според Суда той е женен за Фестия (Phaestis или Phaestias), с която има още един син Аримнест (Arimnestus) и дъщеря с името Аримнеста (Arimneste). Произлиза от Стагира и е приятел и домашен лекар на Аминта III (Amynthas III), царят на Македония (393-370 г. пр. Хр.).
Синът на Аристотел се казва също Никомах (325 г. пр. Хр.).